# おはサタ!
『おはサタ!』は、2014年4月5日から2018年3月31日まで九州・沖縄8県における土曜日の『NHKニュースおはよう日本』地域枠で放送されていたNHK福岡放送局制作の地域情報番組。

## 概要
同年3月まで放送された『おはようサタデー九州沖縄』からタイトルを改め再出発するもので、この番組のキャッチフレーズは、「土曜朝のビタミン剤」となっている。
内容は、これまでの九州・沖縄にゆかりのある著名人とのトーク「サタデートーク」や、「西日本の旅」（西日本の各局が持ち回りで制作）に加え、見応えのある特集ゾーンを新たに設け、「親しみやすいライブ」や「芸術性の高い企画」、そしてリポートまで、「多岐にわたる内容」を「斬新な演出」で伝えていくものである。
NHK全体による「働き方改革」に伴う再編により、2017年度をもって番組は終了した。終了後の同枠は、最初の5分間は、九州沖縄のニュース・気象情報を放送し、残りの後続枠、九州局は日曜の朝に放送されていた『実感ドドド!』の再放送を当枠に移動し、沖縄局は、『きんくる 〜沖縄金曜クルーズ〜』の再放送が充てられたため、『おはようサタデー九州沖縄』以来続いてきた、土曜朝の九州・沖縄の地域情報番組枠は、幕を下ろした。

## 出演者
- ANは福岡局アナウンサー、CSは福岡局契約キャスターを表す。

| 年度 | 出演者     | 出演者       | 出演者     |
| ---- | ---------- | ------------ | ---------- |
| 2014 | AN新井秀和 | AN近江友里恵 |            |
| 2015 | AN新井秀和 | CS佐々木理恵 |            |
| 2016 | AN浅野達朗 | CS佐々木理恵 | CS長麻未   |
| 2017 | AN浅野達朗 | CS佐々木理恵 | CS松﨑洋子 |

このほか、『西日本の旅』や中継・リポートで各局のアナウンサー・契約キャスターが出演、スタジオに入ることもある。

## 放送時間
- 土曜日 7:30 - 8:00
土曜日が祝日と重なる場合は休止し、7:25 - 7:30に九州地方のニュース・気象情報（沖縄は沖縄県内のニュース・気象情報）と7:57 - 8:00に九州・沖縄の気象情報を放送する。

元々この枠については平日に倣い、最初の5〜6分程度は各県単位のニュースを放送し、そこから旧『おはサタ』に繋いでいたが、NHKの合理化で2013年度は『おはよう日本』土曜の地域ニュース枠も原則として全部ブロック化された。このため、『おはサタ!』では平時においてはそうした壁を取り払ってニュースも企画も全て内包した形を採る。